# Ерехинский, Владимир Владимирович
Владимир Владимирович Ерехинский (1924—2004) — советский партийный деятель, глава города Горького в 1974—1985 годах. Доцент Нижегородской инженерно-строительной академии. Почётный гражданин Нижнего Новгорода.

## Биография
В. В. Ерехинский был выбран председателем Горисполкома города Горького на 15 созыве городского Совета депутатов трудящихся 25 мая 1974 года по рекомендации предыдущего председателя А. А. Соколова. До этого Ерехинский работал на должности зам. председателя. Впоследствии Ерехинский переизбирался на этот же пост 24 июня 1977 года, 6 марта 1980 года и 30 июня 1982 года. 15 января 1985 года он был вынужден уйти с должности главы города по состоянию здоровья.
За годы управления городом В. В. Ерехинским были выполнены следующие проекты: начато строительство АЭС и метрополитена, выполнен ремонт Молитовского моста, выполнена реконструкция городской больницы № 6, построены пешеходные туннели на пл. Лядова и пл. Минина, выведена на проектную мощность  водозаборная станция  на Слуде. Самым же главным проектом стало строительство в 1972—1981 годах третьего моста через Оку — Мызинского.